# Johannes Wolf (Musikwissenschaftler)
Johannes Wolf (* 17. April 1869 in Berlin; † 25. Mai 1947 in München) war ein deutscher Musikwissenschaftler, Bibliothekar und Hochschullehrer. Sein Name ist eng verbunden mit den Anfängen der musikalischen Notationskunde und mit der Erforschung der Ars nova.

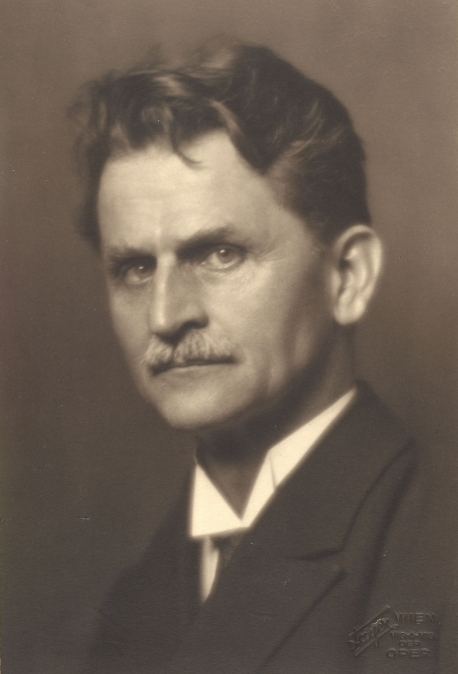
Johannes Wolf, 1927 (Aufnahme von Georg Fayer)

## Leben
1888 bis 1892 studierte Wolf zunächst Germanistik und Musikgeschichte bei Philipp Spitta und Heinrich Bellermann an der Friedrich-Wilhelms-Universität, daneben Komposition bei Woldemar Bargiel an der Berliner Musikhochschule. 1893 wurde er mit einer Arbeit über einen anonymen Musiktraktat des 11. bis 12. Jahrhunderts promoviert. Im Anschluss an seine Studien bereiste Wolf Frankreich und Italien, um mittelalterliche Musikhandschriften in den Bibliotheken zu begutachten. Von 1899 bis 1903 wirkte er als Sekretär der von ihm und Oskar Fleischer mitbegründeten Internationalen Musikgesellschaft. Bis 1904 gab er deren jährliche Sammelbände heraus. Sein Nachfolger war Max Seiffert.
1902 habilitierte sich Wolf an der Berliner Universität für ältere Musikgeschichte und im Fach Kirchenmusik. 1907 erfolgte seine Ernennung zum Professor, 1922 wurde er Honorarprofessor der Hochschule. Von 1908 bis 1927 war er ebenfalls Lehrbeauftragter für Musikgeschichte und evangelische Liturgik an der Akademie für Kirchen- und Schulmusik. Im Jahr 1915 übernahm Wolf die Leitung der Alten Musiksammlung an der Preußischen Staatsbibliothek. Nach dem Ausscheiden von Wilhelm Altmann unterstand ihm die gesamte Musikabteilung. Wolf gehörte im Jahr 1917 zu den Gründern der Deutschen Musikgesellschaft. Von 1927 bis 1933 hatte er deren Vorsitz inne. 1918 bis 1926 war Wolf Mitglied des Fürstlichen Instituts für musikwissenschaftliche Forschung in Bückeburg. Während derselben Zeit gab er die Publikationen des Archivs für Musikwissenschaft heraus.
1934 wurde Wolf emeritiert, wirkte allerdings als freier Wissenschaftler weiter. Noch 1947 nahm er an der konstituierenden Versammlung der in der Bundesrepublik neu zu gründenden Gesellschaft für Musikforschung in Göttingen teil. Die Reise verschlechterte seinen Gesundheitszustand derart, dass Wolf kurz danach verstarb.

## Werk
Johannes Wolf gilt als einer der letzten großen universalen Musikwissenschaftler des frühen 20. Jahrhunderts. Seine philologisch ausgerichtete Forschungs- und Editionsarbeit erstreckte sich von der Musik des Mittelalters bis zur Romantik. Seine Forschungsschwerpunkte waren die evangelische Kirchenmusik der Reformationszeit, die Geschichte der Musiktheorie, Notationskunde und Ars nova. Während Wolf in der Kirchenmusikgeschichte Carl von Winterfelds Studien weiterführte und im theoretischen Bereich Hugo Riemanns Untersuchungen, leistete er in seinen übrigen Forschungsgebieten Pionierarbeit. So beruht die Entschlüsselung der Mensuralnotation des 14. Jahrhunderts im Wesentlichen auf Wolfs und Friedrich Ludwigs historisch-philologischer Forschung, die Methoden wie den Handschriftenvergleich mit einbezog. Auch die Musik der Ars antiqua untersuchte er auf diese Art. Daneben nahm die Tabulaturforschung in Johannes Wolfs Arbeit ihren Anfang. Schließlich gab Wolf eine Vielzahl historischer Handschriften heraus. Einige seiner Veröffentlichungen wie z. B. das zweibändige Handbuch der Notationskunde (1913/19) gehören auch in der Gegenwart zu den Standardwerken der historischen Musikwissenschaft.

## Veröffentlichungen (Auswahl)
- Geschichte der Mensural-Notation von 1250–1460. Leipzig 1904.
- Handbuch der Notationskunde. 2 Bände. Leipzig 1913–1919.
- Geschichte der Musik in allgemeinverständlicher Form. 3 Bände. Leipzig 1925–1929.
- Musikalische Schrifttafeln. Bückeburg/Leipzig 1927.
- Zur Geschichte der Musikabteilung der Staatsbibliothek. Berlin 1929.